# Émile Cohl
Émile Cohl właściwie Émile Courtet (ur. 4 stycznia 1857 w Paryżu, zm. 20 stycznia 1938 w Villejuif) – francuski rysownik, uczeń karykaturzysty André Gilla, pionier filmu rysunkowego.
Filmem zainteresował się w 1907 roku, pracując jako reżyser i scenarzysta zajmował się fotografowaniem rysunków tworząc tym sposobem dla wytwórni Gaumont swój pierwszy film pt. Fantasmagorie mający premierę 18 sierpnia 1908. Pracował kolejno w wytwórniach Gaumont, Pathé, Eclipse tworząc ponad 60 produkcji, w tym pierwsze filmy kukiełkowe. W roku 1912 jako pracownik Eclair wyjechał do USA, gdzie jako kierownik filii tej francuskiej wytwórni przyczynił się do popularyzacji za oceanem filmu rysunkowego. Tworzył również filmy popularnonaukowe. Zmarł z powodu poparzeń odniesionych wskutek zapalenia się jego brody od oświetlającej mieszkanie świecy.

## Wybrana filmografia
- 1908 – Fantasmagorie
- 1908 – Męczący sen lalki
- 1908 – Dramat u lalek
- 1908 – Drewniani bracia
- 1909 – Wesołe mikroby
- 1909 – Czarodziejskie okulary
- 1909 – Lokatorzy z sąsiedztwa
- 1909 – Kopcąca lampa
- 1910 – Przygody barona de Crac
- 1910 – Mały Faust
- 1911 – Naprawiacz mózgów
- 1911 – Dla człowieka nie ma rzeczy niemożliwych